# Orchithemis xanthosoma
Orchithemis xanthosoma är en trollsländeart som beskrevs av Harry Hyde Laidlaw, Jr. 1911. Orchithemis xanthosoma ingår i släktet Orchithemis och familjen segeltrollsländor. Inga underarter finns listade i Catalogue of Life.